# Azteca hypophylla
Azteca hypophylla är en myrart som beskrevs av Auguste-Henri Forel 1899. Azteca hypophylla ingår i släktet Azteca och familjen myror. Inga underarter finns listade.